# مايسن (أوهايو)
مايسن، أوهايو

مايسن (بالإنجليزية: Mason)‏ هي مدينة أمريكية تقع في ولاية أوهايو. تبلغ مساحة هذه المدينة 45.7 (كم²)،ويبلغ عدد سكانها 30712 نسمة حسب إحصاء سنة 2010 م 30712.تشير إحصاءات سنة 2000م بأن الكثافة السكانية في هذه المدينة تقدر بـ(482.6) نسمة/كم2 

## التركيبة السكانية
قام مكتب تعداد الولايات المتحدة بتحديد بيانات التركيبة السكانية لمايسن في تعداد الولايات المتحدة. في ما يلي، التركيبة السكانية حسب تعدادي 2000 و2010.

### تعداد عام 2000
بلغ عدد سكان مايسن 22,016 نسمة بحسب تعداد عام 2000، وبلغ عدد الأسر 7,789 أسرة وعدد العائلات 5,981 عائلة مقيمة في المدينة. في حين سجلت الكثافة السكانية 1,250.0 نسمة لكل ميل مربع (482.6/كم2). وبلغ عدد الوحدات السكنية 8,111 وحدة بمتوسط كثافة قدره 460.5 نسمة لكل ميل مربع (177.8/كم2).
وتوزع التركيب العرقي للمدينة بنسبة 94.79% من البيض و 0.19% من الأمريكيين الأصليين و 2.18% من الأمريكيين ذوي الأصول الآسيوية و 0.01% من سكان جزر المحيط الهادئ و 1.61% من الأمريكيين الأفارقة و 0.93% من عرقين مختلطين أو أكثر.
```
ونسبة 6.8% من الأسر كان لديها معيلات من الإناث دون وجود شريك، وكانت نسبة 23.2% من غير العائلات. تألفت نسبة 20.0% من أصل جميع الأسر من أفراد ونسبة 6.7% كانوا يعيش معهم شخص وحيد يبلغ من العمر 65 عاماً فما فوق.
```

بلغ العمر الوسطي للسكان 34 عاماً. وكانت نسبة 32.1% من القاطنين تحت سن الثامنة عشر، يوجد لكل 100 أنثى 95.7 ذكر، ويوجد لكل 100 أنثى في الثامنة عشر من عمرها فما فوق 92.4 ذكر.

### تعداد عام 2010
بلغ عدد سكان مايسن 30,712 نسمة بحسب تعداد عام 2010، وبلغ عدد الأسر 11,016 أسرة وعدد العائلات 8,205 عائلة مقيمة في المدينة. في حين سجلت الكثافة السكانية 1,648.5 نسمة لكل ميل مربع (636.5/كم2). وبلغ عدد الوحدات السكنية 11,471 وحدة بمتوسط كثافة قدره 615.7 لكل ميل مربع (237.7/كم2).
وتوزع التركيب العرقي للمدينة بنسبة 85.1% من البيض و 0.2% من الأمريكيين الأصليين و 9.0% من الأمريكيين ذوي الأصول الآسيوية و 0.1% من سكان جزر المحيط الهادئ و 3.3% من الأمريكيين الأفارقة و 1.5% من عرقين مختلطين أو أكثر.
بلغ عدد الأسر 11,016 أسرة كانت نسبة 44.5% منها لديها أطفال تحت سن الثامنة عشر تعيش معهم، وبلغت نسبة الأزواج القاطنين مع بعضهم البعض 63.4% من أصل المجموع الكلي للأسر، ونسبة 8.4% من الأسر كان لديها معيلات من الإناث دون وجود شريك، بينما كانت نسبة 2.7% من الأسر لديها معيلون من الذكور دون وجود شريكة وكانت نسبة 25.5% من غير العائلات. تألفت نسبة 22.4% من أصل جميع الأسر من أفراد ونسبة 8.3% كانوا يعيش معهم شخص وحيد يبلغ من العمر 65 عاماً فما فوق. وبلغ متوسط حجم الأسرة المعيشية 3.30، أما متوسط حجم العائلات فبلغ 2.77.
بلغ العمر الوسطي للسكان 38.4 عاماً. وكانت نسبة 30.8% من القاطنين تحت سن الثامنة عشر، وكانت نسبة 5.7% بين الثامنة عشر والأربعة وعشرون عاماً، ونسبة 26.1% كانت واقعةً في الفئة العمرية ما بين الخامسة والعشرون حتى والأربعة وأربعون عاماً، ونسبة 27.4% كانت ما بين الخامسة والأربعون حتى الرابعة والستون، ونسبة 9.9% كانت ضمن فئة الخامسة والستون عاماً فما فوق. وتوزع التركيب الجنسي للسكان بنسبة 48.5% ذكور و51.5% إناث.